# László Bárdossy
Dans le nom hongrois Bárdossy László, le nom de famille précède le prénom, mais cet article utilise l’ordre habituel en français László Bárdossy, où le prénom précède le nom.
 (mars 2017).
Le contenu est difficilement compréhensible vu les erreurs de traduction, qui sont peut-être dues à l'utilisation d'un logiciel de traduction automatique.
 (janvier 2021).
Si vous disposez d'ouvrages ou d'articles de référence ou si vous connaissez des sites web de qualité traitant du thème abordé ici, merci de compléter l'article en donnant les références utiles à sa vérifiabilité et en les liant à la section « Notes et références ».
 (février 2017).

László Bárdossy (Ladislaus von Bardossy) (né le 10 décembre 1890 à Szombathely et mort le 10 janvier 1946 à Budapest) est un homme politique et premier ministre du royaume de Hongrie de 1941 à 1942.
Il fut un des architectes en chef de la participation de la Hongrie à la Seconde Guerre mondiale.
Jugé en novembre 1945 par un tribunal populaire, il fut condamné à mort pour crimes de guerre et collaboration avec les nazis. Il fut fusillé à Budapest en 1946.

## Jeunesse et carrière diplomatique
Né à Szombathely le 10 décembre 1890, de Jenő Bárdossy de Bárdos et Gizella Zarka de Felsőőr, Bárdossy a complété son éducation secondaire à  Eperjes (dans l’actuelle Slovaquie) et à Budapest. Il s’est formé en tant qu’avocat à Budapest, Berlin et Paris, et a appris l’Allemand, le Français et l’Anglais. Il a commencé sa carrière en 1913 en tant que commis adjoint au ministère de la Culture et de l'Éducation au gouvernement hongrois. En 1918, il devient assistant secrétaire. Trois ans plus tard, il atteint le rang de secrétaire du ministre, après avoir été commissaire à l'éducation du comté de Pest. En février 1922, il est nommé au ministère des Affaires Étrangères en tant que chef député et ensuite chef de la presse départementale. En mars 1930, il est nommé conseiller de la Légation hongroise à Londres en tant que chargé d’affaires. À partir d’octobre 1934, Bardossy devient ambassadeur en Roumanie].

## Ministre des Affaires étrangères
La Hongrie n’a pas abandonné l’espoir d’unir le royaume de Hongrie après le traité de Trianon. En effet, la Hongrie a tenté d’obtenir une révision du traité, pour obtenir des territoires de Tchécoslovaquie, Roumanie et Yougoslavie, mais aussi des régions sans populations hongroises importantes, comme la Croatie. Entre 1938 et 1940, après la médiation germano-italienne du premier et second arbitrage de Vienne, et l’invasion hongroise de la Ruthénie subcarpathique, la Hongrie agrandit son territoire : Tchécoslovaquie du Sud, Ruthénie, et la partie Nord de Transylvanie et le pays Sicule, cédés par la Roumanie. Le soutien qu’a apporté l’Allemagne pour les révisions des frontières a beaucoup rapproché les deux pays. Le 20 novembre 1940, la Hongrie signe officiellement le Pacte tripartite. Pour simplifier la prochaine invasion de la Grèce, l’Allemagne et l’Italie cherchaient à neutraliser la Yougoslavie. Pour ce faire, l’Allemagne promet une intégrité territoriale à la Yougoslavie. 
Ces nouvelles n’ont pas plu à la Hongrie, qui avait déjà commencé à négocier avec la Yougoslavie. Après l’initiative du Premier ministre Pál Teleki, la Hongrie et la Yougoslavie signent un traité de non-agression et d’amitié éternelle le 12 décembre 1940. Ce traité promettait la possibilité d’une révision de la frontière en faveur de la Hongrie après négociations. Après ce traité, la Hongrie a cherché le décalage de la pression allemande ainsi qu’une amélioration des relations Anglo-Hongroises.
Après la mort d’István Csáky en janvier 1941, Bárdossy fut nommé ministre des Affaires étrangères dans le gouvernement de Teleki. Dès le début, Bárdossy se met d’accord avec l’approche des affaires étrangères de Pál Teleki, qui donnait une grande importance à l’indépendance hongroise et à la prise de distance par rapport à la Seconde Guerre mondiale. Pourtant, contrairement à Teleki, Bárdossy pensait que la guerre finirait avec la victoire allemande ou des accords négociés. En février, l’ambassadeur hongrois au Royaume-Uni informa Bárdossy que les Anglais avaient rompu les relations diplomatiques avec la Roumanie du fait de la présence de troupes allemandes sur son sol, et exprima ses inquiétudes sur le fait que la Hongrie avait autorisé le transit de troupes allemandes à la requête du gouvernement allemand. La réponse du bureau des Affaires Étrangères britanniques fut que l’explication de Bárdossy n’était qu’un prétexte, puisque les actions de la Hongrie avaient permis à l’ennemi du Royaume-Uni de s’installer en Roumanie, en créant une base pour plus d’opérations allemandes. Ils expliquèrent plus tard que même s’ils comprenaient que la Hongrie et d’autres nations plus petites étaient dans une situation difficile, la patience du Royaume-Uni était limitée. Bárdossy protesta auprès des Allemands sur les promesses qu’ils avaient faites aux Yougoslaves, en soulignant que la Hongrie n’avait pas renoncé à ses revendications territoriales. L’Allemagne, fidèle à ses promesses aux différents pays, répondit qu’elle reconnaissait les revendications de la Hongrie et assura que les promesses faites à la Yougoslavie ne causeraient pas de problèmes pour eux.
Le 27 février, le ministre des Affaires étrangères Yougoslave Aleksandar Cincar-Marković (en), arriva à Budapest pour échanger les documents ratifiant le traité d’amitié. Teleki et Bárdossy le rencontrèrent. Cincar-Marković fut alarmé de l’adhérence au Pacte tripartite de la Bulgarie. Début mars, Teleki écrit un long mémorandum concernant les attentes que les Américains et les Anglais auraient envers la Hongrie. Il considère que sa responsabilité première est la conservation des ressources hongroises à la fin de la guerre, en énonçant les dangers possibles, l’un d’eux étant d’origine yougoslave, malgré le traité d’amitié. Il dénonça les attentes déraisonnables des Anglais envers de petits pays comme la Hongrie de s’opposer à l’Allemagne. Malgré cela, il mentionna les actes d’opposition des demandes allemandes comme le refus de passage des troupes allemandes à travers la Hongrie pour l’attaque de la Pologne en 1939.
Le 4 mars, Bárdossy envoie une lettre à l’ambassadeur britannique rappelant que le transit de troupes allemandes en Hongrie avait été accordé à la suite d'une requête du gouvernement roumain. Au fil des communications avec son ambassadeur à Londres, il accuse les Britanniques de « malveillance » et « d’ignorance considérable » et a pu laisser son aversion envers l’ambassadeur influer sur son jugement de la position des Britanniques. Le 12 mars, Teleki écrit à son ambassadeur à Londres, en réprimandant les Britanniques qui « reprochent à d’autres la non-résistance », en leur faisant remarquer qu’ils n’avaient pas réussi à unifier les nations des bassins des Balkans et du Danube contre les Allemands. L’ambassadeur ne reçut la lettre que fin mars, et quand il rendit visite à Eden, le secrétaire des Affaires étrangères lui dit qu’il avait attendu que Teleki succombe à la pression allemande tôt ou tard, mais avertit que la Hongrie devrait faire face aux « plus graves conséquences » si elle autorisait aux troupes allemandes le passage par son territoire pour attaquer un pays allié de la Grande-Bretagne, et que les conséquences s’aggraveraient encore plus si la Hongrie participait à ces attaques.
Le 25 mars, la Yougoslavie signe le pacte Tripartite, mais son gouvernement est renversé par un coup d’État deux jours plus tard. Adolf Hitler ordonna aussitôt à ses généraux de préparer une attaque contre la Yougoslavie, et appela l’ambassadeur hongrois Döme Sztòjay à Berlin. Hitler lui dit que : 
- L’Allemagne agirait pour éviter l’installation de bases ennemies contre elle.
- En cas de guerre, l’Allemagne ne s’opposerait pas aux revendications territoriales de la Hongrie
- L’Allemagne soutiendrait les aspirations d’autonomie de la Croatie
- La Hongrie pouvait considérer de prendre des actions militaires elle-même

Hitler offrit la Croatie à la Hongrie dans un message à Miklós Horthy, Régent de Hongrie, le 27 mars. Horthy était prêt à rejoindre l’invasion de la Yougoslavie sans conditions, mais Bárdossy et Teleki le convainquirent de reconsidérer cette décision. Dans une lettre, il promit seulement que l’armée hongroise coopérerait avec les Allemands et refusa l’offre de Hitler concernant la Croatie. Pourtant, Sztójay, qui apporta la lettre à Berlin le 28 mars, fit croire à Hitler que la Hongrie participerait à l’invasion. Hitler annonça que l’Allemagne avait deux amis dans les Balkans : la Hongrie et la Bulgarie, en promettant que leurs revendications de révisions seront satisfaites. Le même jour, le Conseil ministériel de la Hongrie s’assembla pour discuter des conditions sous lesquelles l’armée hongroise pouvait entrer dans les territoires yougoslaves précédemment sous le contrôle de la Hongrie. Ils se mirent d’accord qu’ils procéderaient seulement si une de ces conditions suivantes était remplie : 
- Si la Yougoslavie cessait d’exister comme un État (Si la Croatie proclamait son indépendance)
- Si la sécurité de la minorité hongroise en Yougoslavie était en danger
- Si un vide de l’activité militaire allemande dans les zones occupées par les minorités hongroises apparaissait.

Le jour suivant, l’ambassadeur hongrois à Londres demanda une clarification à savoir si, en cas d’attaque allemande en Yougoslavie, la Hongrie garderait le traité d’Amitié éternelle. Bárdossy répondit, et envoya à son ambassadeur aux États-Unis, qu’il était très improbable que la Yougoslavie se désintégrerait et que la sécession de la Croatie et de la Slovénie créerait une situation où la Hongrie devrait agir pour protéger les minorités hongroises en Voïvodine. En agissant sous l’impression que la lettre de Horthy avait approuvé ces actes, le chef d’État Major Général Hongrois, Géneral Henrik Werth et ses chefs d’opération, Colonel Dezső László négociaient avec le général allemand Friedrich Paulus, chef d’opérations de l’armée allemande. Le Haut Commandement hongrois croyait que les Allemands avaient besoin d’évidence de l’amitié de la Hongrie, et, en contredisant les conditions déjà mises en place, acceptèrent que les forces hongroises puissent opérer en dehors d’anciens territoires Hongrois en Yougoslavie.
Horthy demanda une réunion du Conseil Suprême de la Défense le 1er avril. Bárdossy a préconisé que la position de l’armée hongroise devrait seulement se déplacer dans des zones de minorités hongroises occupées par la Yougoslavie sous les conditions du 28 mars. Il dit que l’Allemagne devrait en être informée, et que tous les actes hongrois devraient être indépendants des Allemands. Le ministre de l’Intérieur Ferenc Keresztes-Fischer et d’autres se mirent d’accord, mais Werth et le ministre Károly Bartha demanda un acte militaire immédiat basée sur les lettres échangées entre Horthy et Hitler. Teleki leur rappela donc que le Royaume-Uni et les États-Unis possédaient d’énormes ressources et que la Hongrie ne devraient pas les provoquer en agissant déraisonnablement. Lui et Bárdossy partageaient l’opinion qu’il serait acceptable d’entrer en anciens territoires hongrois en Yougoslavie seulement après l’effondrement de la Yougoslavie. Finalement, le Conseil adopta les résolutions proposées par Teleki et Bárdossy, qui modifièrent les conditions acceptées le 28 mars. Celles-ci étaient : 
- L’Armée hongroise ne passerait pas la ligne formée par le Danube et le Drave
- Les préparations seraient faites pour se mobiliser, mais Horthy ferait la décision finale
- Toutes les unités hongroises seraient sous l’ordre de Horthy, et pas subordonnées par des commandes allemandes

Le 2 avril, le Royaume-Uni avertit l’ambassadeur hongrois que leurs relations diplomatiques seront brisées si la Hongrie laissait les Allemands passer à travers son territoire pour attaquer la Yougoslavie. Ils leur rappela également que si la Hongrie se joignait à cette attaque sous n’importe quel prétexte, le Royaume-Uni et ses alliés leur déclarerait la guerre, et serait traité convenablement si les Alliés gagnaient la guerre. Les Anglais remarquèrent que la Hongrie avait renoncé ses revendications sur le territoire yougoslave après le traité d’Amitié Éternelle, et qu’une attaque sur la Yougoslavie serait une violation grave des conditions du traité. Ces avertissements ont été communiquées au gouvernement Hongrois par télégramme.
Quand Hitler demanda l’autorisation de lancer une de ses armes blindées contre la Yougoslavie à partir de territoire hongrois, Teleki ne réussit pas à dissuader le régent. L’Acte Tripartite autorisait l’armée allemande de se déployer dans le territoire hongrois.
Puisque la Hongrie s’était compromise en prenant le côté des Allemands contre la Yougoslavie, Teleki se suicida le 3 avril. Dans son mot de suicide à Horthy, il écrit : « Nous avons brisé nos promesses-- à cause de lâcheté-- au mépris du traité d’Amitié Éternelle… Nous nous sommes placés aux côtés de scélérats… Nous serons voleurs de cadavres! La nation la plus abominable ». Horthy informa Hitler ce soir là que la Hongrie se plierait au traité d’Amitié Éternelle avec la Yougoslavie, même si celui-ci ne s’appliquerait plus si la Croatie se sépare et si la Yougoslavie disparaissait. Il ordonna ensuite la mobilisation de deux corps d'armée.

## Premier ministre

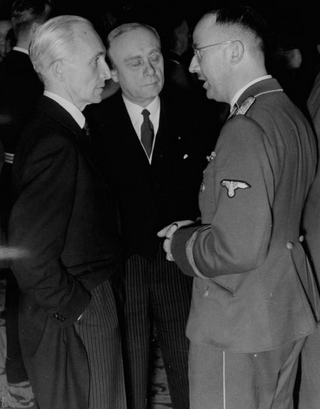
Le Premier Ministre Hongrois László Bárdossy (à gauche) avec l'Ambassadeur de Hongrie en Allemagne Döme Sztójay (au centre) et le Reichsführer SS Heinrich Himmler (à droite) le 26 Novembre 1941 à Berlin, Allemagne nazie.

### Invasion de la Yougoslavie
Quand Teleki s'est suicidé, Horthy a d'abord offert le titre de Premier ministre à Keresztes-Fischer, mais quand il l’a refusé, Bárdossy fut nommé. En tant que Premier ministre, Bárdossy (qui a également conservé le portefeuille de ministre des Affaires étrangères) a poursuivi une forte politique étrangère pro-allemande, en pensant qu'une alliance avec les nazis permettrait à la Hongrie de récupérer des terres qui lui avaient été enlevées à la suite du traité de Trianon. Le 6 avril, l'Allemagne a envahi la Yougoslavie. Bárdossy et Horthy ont accepté d'autoriser les Allemands à lancer une partie de leur invasion du territoire hongrois.
Le 7 avril, des bombardiers yougoslaves de conception britannique lancèrent des raids sur des aérodromes et des stations de chemins de fer hongrois. Une des cibles était un aérodrome près de Szeged, mais en le trouvant vide, les Yougoslaves lâchèrent leurs bombes sur le réseau de chemins de fer. Une autre formation attaqua les aérodromes utilisés par l’Air Force Hongroise autour de Pécs. Les deux formations de bombardiers furent détruites par des avions de chasse allemands et des luttes anti-aériennes. Une rumeur disant que des avions britanniques avaient été impliqués dans ces raids se répandit, mais celle-ci n’était qu’une fausse information, générée probablement par des militaires hongrois voulant que la Hongrie rejoigne la campagne allemande. Bárdossy protesta avec les Britanniques concernant cette rumeur. 
Le 10 avril, l'État indépendant de Croatie de l’Axe fut proclamé. Plus tard ce jour-là, Horthy publia une directive à l’armée hongroise en lui ordonnant d’intervenir en Yougoslavie pour la sauvegarde de la minorité hongroise. Le Gouvernement hongrois utilisa le prétexte que la Yougoslavie avait cessé d’exister, et donc que la Hongrie ne l’envahissait pas - sur cette base, l’armée hongroise traversa la frontière le 11 avril. Le 13, la 1re et 2de brigade motorisée hongroise occupa Novi Sad, puis avança vers le sud à travers le Danube jusqu’en Syrmie en envahissant les villages croates de Vinkovci et Vukovar le 18 avril. Ces brigades allèrent ensuite au Sud-Est pour envahir le village serbe de Valjevo un jour plus tard. D’autres forces hongroises occupèrent les régions de Prekmurje et Medimurje. Les Britanniques considérèrent que la revendication de Bárdossy était une tentative ridicule de justifier l’invasion hongroise de la Yougoslavie, avec Eden annonçant que l’attaque de la Hongrie sur la Yougoslavie quelques mois après son pacte d’amitié avec elle resterait une « éternelle honte sur la réputation de la Hongrie ». Malgré cela, Churchill ne déclara pas la guerre à la Hongrie avant quelques mois, malgré le fait que Staline et Eden le poussaient à le faire. L’attaque hongroise sur les Yougoslaves fut décrite par les historiens hongrois Miklós Incze et György Ránki comme étant « l’acte le plus ignoble des politiques de guerre de la Hongrie ». 
Après cela, des troupes hongroises occupèrent une partie du territoire yougoslave qui leur appartenait avant le traité de Trianon, et ces terres furent annexées à la Hongrie par la suite.

### Guerre avec l’Union soviétique
Le 22 juin 1941, l’Allemagne attaqua l’Union soviétique. Quatre jours plus tard, la ville hongroise de Kassa (aujourd’hui Košice en Slovaquie) fut bombardée par trois avions non-identifiés. Une bombe, n’ayant pas explosé, se trouva être d’origine soviétique. Les militaires hongrois conclurent que l’Union soviétique était responsable de ces bombardements (les Soviétiques nièrent toute responsabilité, et celle-ci ne fut jamais résolue). Quand Bartha et Werth furent informés de ces bombardements, ils allèrent voir Horthy, qui ordonna des mesures de représailles sans consulter Bárdossy. Pourtant, Bárdossy pensait que Horthy voulait la guerre contre l’Union soviétique, alors il convoqua le Conseil des ministres en hâte. En résumant la réunion, Bárdossy dit alors qu’ils étaient d’accord sur le fait que des représailles étaient nécessaires, et avec l’exception de Keresztes-Fischer, qu’ils s’accordaient pour annoncer que la Hongrie était à présent en guerre avec l’Union soviétique. Pas de vote ne fut fait. Le jour suivant, Bárdossy parla au Parlement et déclara que l’attaque avait été entreprise par l’Union soviétique, et que le gouvernement avait décidé l’état de guerre entre la Hongrie et l'Union soviétique. Horthy affirma que Bárdossy lui avait présenté un fait accompli. 
En décidant d'entreprendre une attaque contre l'Union soviétique, Bárdossy viola la Constitution Hongroise, qui exigeait de recevoir le consentement du Parlement avant de déclarer une guerre.

### Guerre avec la Grande-Bretagne et les États-Unis
Fin novembre 1941, la Grande-Bretagne a délivré un ultimatum à la Hongrie, citant que si celle-ci ne retirait pas ses forces de l’Union soviétique d’ici le 5 décembre, elle lui déclarerait la guerre. Bárdossy n’a pris aucune action pour se soumettre à cette décision, un état de guerre s’est donc mis en place le 6 décembre. Le jour suivant, les Japonais attaquent Pearl Harbor. Quatre jours plus tard, l'Allemagne a déclaré la guerre aux États-Unis. Bárdossy a été réticent à faire de même, en dépit des attentes allemandes : la Hongrie, en tant que membre du pacte tripartite, aurait dû suivre les démarches allemandes. Dans le but d'empêcher une déclaration de guerre, le Conseil des ministres a proposé de couper les relations diplomatiques et d’exprimer sa solidarité aux pouvoirs de l’Axe. Cela n’a pas satisfait les Allemands et les Italiens, qui ont exprimé leurs attentes de façon claire et précise. Finalement, réalisant qu’il serait impossible d’obtenir l'accord du Parlement ou d’Horty pour une déclaration de guerre, Bárdossy a décidé de déclarer la guerre aux États-Unis à un parlementaire des affaires étrangères.

### Politique intérieure
En politique intérieure, Bárdossy se montra être un avocat de politique de droite radicale. Antisémite, Bárdossy promulga la Troisième Loi Juive en août 1941, qui limita sévèrement les possibilités économiques et d’emploi pour les Juifs et interdit les Juifs d’épouser ou d’avoir des relations sexuelles avec des non-Juifs. Bárdossy approuva également la politique de déportation de non-Hongrois du territoire pris à la Yougoslavie, et autorisa le massacre de milliers de Juifs à Újvidék (Aujourd’hui Novi Sad)

## Plus tard
Le 7 mars 1942, Horthy a forcé Bardossy à démissionner pour le remplacer par Miklós Kállay. La raison exacte de la démission de Bardossy n’est pas claire, mais certaines raisons possibles comprennent la réticence de Bardossy a résister à l’Allemagne, sa conformité à l’extrême droite de la Hongrie et le nombre croissant de soldats hongrois et leurs pertes en Union soviétique. Une des raisons principales pour lesquelles Bardossy aurait été renvoyé serait lié au fait que Bardossy s’était opposé au plan de Horthy qui aurait fait de son fils Miklós Horthy régent après sa mort. Après sa démission en tant que premier ministre, Bardossy devint président de la Fascist United Christian National League en 1943. Après l'occupation Allemande de la Hongrie en 1944, Bardossy et ses partisans ont collaboré avec le premier ministre Döme Sztójay. Plus tard, ils ont collaboré avec Ferenc Szálasi et son Parti des Croix fléchées. Il a fui Szombathely en raison de l’avance soviétique en Hongrie et a déménagé en Bavière, et ensuite à Innsbruck. Il obtint un visa d'entrée en Suisse le 24 avril 1945 et a vécu de façon brève dans un camp de réfugiés. Cependant le gouvernement suisse le renvoie en Allemagne parce qu’il a demandé la liberté de mouvement en tant que diplomate le 4 mai 1945. Il a été immédiatement arrêté par les Américains.
Après la fin de la Seconde Guerre mondiale, Bárdossy a été extradé vers la Hongrie le 3 octobre 1945. Il a été jugé par la Cour populaire entre le 19 octobre 1945 et le 3 novembre 1945. Il a été reconnu coupable de crimes de guerre et de collaboration avec les nazis, condamné à mort, fusillé à Budapest le 10 janvier 1946. Lee Miller a assisté à son exécution en a pris une photographie et en a fait un récit glaçant.

## Bilan
Bardossy a assumé ses fonctions de ministre des Affaires étrangères et de Premier ministre pendant un moment critique de l’histoire de la Hongrie. Malgré l’importance de la Grande-Bretagne, il n’a pas vraiment compris les Britanniques, et était « plutôt méprisant, dédaigneux et parfois condescendant » envers eux. Sa mauvaise relation avec son ambassadeur à Londres a probablement contribué à cela. Il a maintenu les priorités de politique étrangère de Teleki sans pleinement s’identifier a elles. Sa nomination en tant que Premier ministre était plus acceptable pour les Allemands que celle de Kersesztes-Fischer. Bardossy était un personnage contradictoire qui ne comprenait pas toujours la situation géopolitique dans laquelle se trouvait la Hongrie, surtout vis-à-vis de la Grande-Bretagne. Son accusation selon laquelle les Britanniques auraient bombardé la Hongrie le 7 avril 1941 fut l’une des nombreuses erreurs politiques importantes, ainsi que sa déclaration de guerre inconstitutionnelle contre l’Union soviétique en juin 1941 et la déclaration de guerre aux États-Unis en décembre 1941. 